# Phalcoboenus megalopterus
Phalcoboenus megalopterus là một loài chim trong họ Falconidae.
Loài này được tìm thấy trong Puna và Páramo trong dãy núi Andes, từ phía nam Ecuador, Peru và Bolivia, tới miền bắc Argentina và Chile. 